# Brens (Tarn)
Brens is een gemeente in het Franse departement Tarn (regio Occitanie) en telt 1598 inwoners (1999). De plaats maakt deel uit van het arrondissement Albi.

## Geografie
De oppervlakte van Brens bedraagt 22,7 km², de bevolkingsdichtheid is 70,4 inwoners per km².
De onderstaande kaart toont de ligging van Brens (Tarn) met de belangrijkste infrastructuur en aangrenzende gemeenten.

## Demografie
Onderstaande figuur toont het verloop van het inwonertal (bron: INSEE-tellingen).